# Abú al-Abbás al-Saffáh
Abú al-Abbás al-Saffáh nebo Abú-l-Abbás Abdulláh as-Saffáh (722–754, Anbár) byl první chalífa z rodu Abbásovců.

## Život
Abú al-Abbás al-Saffáh se narodil v roce 722 jako syn Muhammada ibn Alí ibn Abdalláha. Pocházel z rodu Abbásovců, kteří svůj původ odvozovali od al-Abbáse, strýce proroka Mohameda. Islámskému světu tehdy panovala mocná dynastie Umajjovců, jež však v druhé čtvrtině 8. století začala upadat, což mělo za následek postupný rozklad říše. Al-Saffáhův otec zemřel v roce 744, kdy se novým umajjovským chalífou stal Marván II.
Roku 747 vyslal imám Ibrahim, al-Saffáhův bratr, generála Abú Muslima do Chorásánu, aby zde rozpoutal povstání proti Umajjovcům. Abú Muslim slavil úspěchy – v Chorásánu sebral početné povstalecké vojsko, jež předal do velení Kahtaba Šabíba. Ten pak triumfálně protáhl celým Íránem a vpadl do Iráku, kde ale padl v bitvě. Vedení vojska převzal jeho syn Hasan, jenž bez boje obsadil Kúfu.
Do Kúfy se následně sešlo asi čtyřicet příslušníků rodu Abbásovců, kteří zde poprvé vznesli nárok na chalífát. Jejich předák imám Ibrahim se ovšem nemohl dostavit, neboť byl zajat Umajjovci. Novým imámem se proto stál právě al-Saffáh, jehož Abbásovci v roce 749 v Kúfě zvolili novým chalífou. Al-Saffáh pak vytáhl proti Marvánovi II., který dosud ještě nebyl definitivně pokořen, a v lednu 750 ho porazil v rozhodující bitvě u Velkého Zábu. Zatímco Marván uprchl do Egypta, kde pronásledován povstaleckými vojsky zahynul, al-Saffáh v dubnu opanoval Damašek, čímž se chopil vlády nad celým umajjovským chalífátem a založil takzvaný abbásovský chalífát.
Abú Muslima al-Saffáh odměnil tím, že ho jmenoval místodržícím v Chorásánu. Všichni Umajjovci byli vyvražděni, pouze s výjimkou Abd ar-Rahmána I., který uprchl do dnešního Španělska, kde v roce 756 založil Córdobský emirát.
Al-Saffáhova čtyřletá vláda probíhala ve znamení marné snahy o konsolidaci celé islámské říše. V roce 754 al-Saffáh zemřel a na trůně ho vystřídal jeho bratr al-Mansúr, který zlomil poslední umajjovský odpor. Al-Mansúr je na rozdíl od al-Saffáha považován za faktického zakladatele abbásovského chalífátu.
Za al-Saffáhovy vlády v roce 751 Arabové v bitvě na řece Talas v dnešním Kyrgyzstánu porazili vojska čínské říše Tchang.